# Michal Drobáň
Michal Drobáň (12. ledna 1901 Liptovský Sv. Mikuláš – říjen 1985) byl slovenský a československý politik Komunistické strany Slovenska a poúnorový poslanec Národního shromáždění ČSR.

## Biografie
Původní profesí byl koželužským dělníkem a nádeníkem. Už od roku 1917 byl aktivní v komunistickém hnutí. Coby nejmladší delegát se účastnil sjezdu slovenské marxistické levice sociální demokracie v Lubochni. Členem KSČ byl od roku 1921. Účastnil se v rámci FDTJ spartakiády v Praze na Maninách. Podpořil V. sjezd KSČ v roce 1929, na kterém ve straně převládlo bolševické křídlo okolo Klementa Gottwalda. Ve 30. letech působil v redakci Rudého práva. V roce 1932 organizoval komunistický hladový pochod v Liptovském Mikuláši a byl následně zadržen policií.
V volbách do Národního shromáždění roku 1948 byl zvolen do Národního shromáždění za KSČ ve volebním kraji Liptovský Svätý Mikuláš. V parlamentu zasedal až do konce funkčního období, tedy do voleb v roce 1954. V roce 1948, 1950 a 1953 a znovu v roce 1971 se uvádí jako člen Ústředního výboru Komunistické strany Slovenska.
Od listopadu 1958 do června 1960 byl spolupracovníkem Vojenské kontrarozvědky (OVKR KVS Žilina) pod krycím jménem TATRY. V roce 1971 mu byl udělen Řád práce. Uvádí se tehdy jako důchodce. Ještě v roce 1981 se, jako nejstarší delegát, účastnil XVI. sjezdu KSČ v Praze.